# Duży Staw (województwo świętokrzyskie)
Duży Staw – jezioro w Niecce Połanieckiej, położone w województwie świętokrzyskim, w granicach miasta Staszów.
Duży Staw ma powierzchnię 3,6 ha i jest największym z kilkudziesięciu jezior znajdujących się w Lasach Golejowskich w rejonie Staszowa. Jest jedynym zagospodarowanym jeziorem (funkcja rekreacyjno-turystyczna, ośrodki całoroczne wypoczynkowe, domki kempingowe, pole namiotowe, zorganizowane strzeżone kąpielisko, wypożyczalnie sprzętu wodnego, restauracja i sezonowe punkty gastronomiczne). Jezioro położone jest w lesie, ok. 4 km od centrum Staszowa i ok. 1 km na południe od drogi wojewódzkiej nr 765 (Staszów – Osiek). Głębokość maksymalna jeziora wynosi 7,81 m. Duży Staw połączony jest kanałem z Drugim Stawem, a ten dalej z Trzecim Stawem, który z kolei łączy się z Czwartym Stawem, który ma okresową łączność z Piątym Stawem.